# كينتا
كينتا (بالسويدية: Kenneth Gustafsson)‏ هو موسيقي ومغني سويدي، ولد في 11 أغسطس 1948 في Nacka ‏ في السويد، وتوفي في 3 مارس 2003 في فستريوتلاند في السويد.

## وصلات خارجية
- كينتا على موقع IMDb (الإنجليزية)
- كينتا على موقع ميوزك برينز (الإنجليزية)
- كينتا على موقع ميوزك برينز (الإنجليزية)
- كينتا على موقع أول ميوزيك (الإنجليزية)
- كينتا على موقع ديسكوغز (الإنجليزية)